# أحمد بن عبد الله الدامغ
أحمد بن عبد الله الدامغ كاتب وأديب سعودي، ولد عام 1351هـ، ويعد من أبرز المهتمين بالتراث الشعبي في المملكة العربية السعودية، كتب في جريدة الجزيرة السعودية. ومن أبرز مؤلفاته: كتاب (روضة سدير عبر التاريخ من نشأتها إلى حاضرها المشرق)، وكتاب (الأدب المثمن). وقد توفي عام 1435هـ.

## النشأة والتعليم
نشأ الدامغ في روضة سدير، تعلم تعليمًا غير نظامي في الكتاتيب على يد الشيخ عبد العزيز بن عبد الرحمن بن نتيف، وحماد بن عمر. وبعد حصوله على الشهادة الثانوية عين معلمًا في الرياض عام 1375هـ.

## الإصدارات
- (الشعر النبطي في وادي الفقي) [3 أجزاء]. صدر عن دار عالم الكتب عام 1990م.[6]
- (الصفوة فيما قيل وألف في القهوة). صدر في ثلاثة أجزاء.[7]
- (روضة سدير عبر التاريخ: من نشأتها إلى حاضرها المشرق).[8]
- (النفائس والدرر: الشعر الشعبي الطيب الأثر).[9]
- (المستحب مما قيل في الضب) [جزأين].[10]
- (الأماني في معرفة الأبجدي والدرسعي والريحاني).
- (بين بيتين) [جزأين].
- (عبير الأدب الشعبي في وادي سدير).[11]
- (محسن الهزاني: حياته وأدبه من خلال شعره).
- (المبالغة في وصف رقة البشرة).[12]
- (ديوان الألفيات) صدر في جزأين عام 1413هـ.[13]
- (البهجة في البحث عن المجة).
- ديوان (همس ومس).
- (الأدب المثمن) [16 مجلد].[14]

## الوفاة
توفي الدامغ في الخامس من رجب عام 1435هـ (2014م).